# Lobateuchus parisii
Lobateuchus parisii là một loài bọ cánh cứng trong họ Bọ hung (Scarabaeidae).